# Diana (Musical)
Diana ist ein Musical, dessen Handlung auf dem Leben von Diana, Princess of Wales, basiert. David Bryan und Joe DiPietro komponierten die Musik und verfassten die Liedtexte. Noch vor der Broadway-Aufführung im November 2021 wurde auf Netflix eine Videoaufzeichnung veröffentlicht.

## Handlung
Das Musical erzählt die Geschichte, wie die 19-jährige Diana Spencer Prinz Charles kennen und lieben lernt. Die beiden heiraten und bekommen zwei Kinder, William und Harry. Doch Charles’ Liebe zu Camilla sowie die britischen Medien und Paparazzi sorgen dafür, dass die Ehe von Diana und Charles geschieden wird. Das Musical endet mit dem tragischen Tod Dianas in Paris.

## Titelliste
| Erster Akt - „Underestimated“ – Diana und Ensemble - „What Good Is a Prince“ – Diana, Charles und Camilla - „This Is How You People Dance“ – Diana, Charles und Ensemble - „Snap, Click“ – Ensemble - „Only The Monarchy Is on the Line“ – Queen Elizabeth und Ensemble - „Whatever Love Means Anyway“ – Queen Elizabeth, Charles, Camilla, Diana, Paul und Ensemble - „I Will“ – Diana und Ensemble - „The World Fell in Love“ – Charles, Queen Elizabeth, Diana und Ensemble - „Happiness/Simply Breathe“ – Diana, Charles und Ensemble - „She Moves in the Most Modern Ways“ – Queen Elizabeth, Camilla, Sarah, Charles, Paul, Colin und Ensemble - „Diana (The Rage)“ – Charles - „As I Love You“ – Diana - „I Miss You Most on Sundays“ – Camilla - „Pretty, Pretty Girl“ – Diana, Sarah, Camilla, Charles, Queen Elizabeth und Ensemble | Zweiter Akt - „Here Comes James Hewitt“ – Barbara, James und Ensemble - „Him & Her (& Him & Her)“ – James, Diana, Barbara, Charles und Camilla - „Just Dance“ – Charles, Diana, James, Colin, Camilla und Ensemble - „Secrets and Lies“ – Graham, Diana und Ensemble - „The Main Event“ – Diana, Camilla, Charles und Ensemble - „Whatever Love Means Anyway (Reprise)“ – Charles - „Pretty, Pretty Girl (Reprise)“ – Diana - „The Words Came Pouring Out“ – Diana, Andrew, Camilla, Queen Elizabeth, Charles und Ensemble - „I Miss You Most on Sundays (Reprise)“ – Camilla - „The Dress“ – Paul, Diana, Queen Elizabeth und Ensemble - „An Officer's Wife“ – Queen Elizabeth und Ensemble - „If (Light of the World)“ – Diana und Ensemble |

## Inszenierung
Nachdem zwischen März und April 2019 im La Jolla Playhouse in San Diego eine ursprüngliche Version des Musicals aufgeführt worden war, wurde das Musical für den Broadway bestellt. Die Hauptrolle der Prinzessin Diana übernahm Jeanna de Waal, während Prinz Charles von Roe Hartrampf, Camilla Parker Bowles von Erin Davie und Queen Elisabeth II. von Judy Kaye verkörpert wurden. Die Regie übernahm Christopher Ashley. Kelly Devine war für die Choreographie verantwortlich.
Ursprünglich war der Premierentermin auf den 31. März 2020 datiert, wurde jedoch aufgrund der COVID-19-Pandemie auf den 17. November 2021 verschoben. Previews begannen ab dem 2. November 2021. Am 19. Dezember 2021 wurde das Musical nach 33 Shows und 16 Previews aufgrund der weiterhin anhaltenden Coronapandemie und vernichtenden Kritiken eingestellt.

## Besetzung
| Figur                                  | Originale Broadway-Besetzung |
| -------------------------------------- | ---------------------------- |
| Prinzessin Diana                       | Jeanna de Waal               |
| Prinz Charles                          | Roe Hartrampf                |
| Camilla Parker Bowles                  | Erin Davie                   |
| Queen Elisabeth II. / Barbara Cartland | Judy Kaye                    |
| Paul Burrell                           | Bruce Dow                    |
| James Hewitt                           | Gareth Keegan                |
| Andrew Morton                          | Nathan Lucrezio              |
| Colin                                  | André Jordan                 |
| Graham                                 | Chris Medlin                 |
| Andrew Parker Bowles                   | Zach Adkins                  |
| Sarah Spencer                          | Holly Ann Butler             |

## Aufführungen
| Land               | Aufführungsort | Premiere          | Derniere          | Theater            |
| ------------------ | -------------- | ----------------- | ----------------- | ------------------ |
| Vereinigte Staaten | San Diego      | 3. März 2019      | 14. April 2019    | La Jolla Playhouse |
| Vereinigte Staaten | Broadway       | 17. November 2021 | 19. Dezember 2021 | Longacre Theatre   |

## Verfilmung
Unter dem Titel Diana: Das Musical erschien am 1. Oktober 2021 auf Netflix eine Videoaufzeichnung mit der ursprünglichen Broadway-Besetzung des Musicals. Diese wurde während der COVID-19-Pandemie ohne Zuschauer im Sommer 2020 unter der Regie von Ashley aufgezeichnet.
Diese Verfilmung wurde 2022 für neun Goldene Himbeeren nominiert. Sie erhielt den Negativpreis in fünf Kategorien: für den schlechtesten Film, das schlechteste Drehbuch, die schlechteste Regie, sowie schlechteste Haupt- und Nebendarstellerin.

## Soundtrack
Der Soundtrack mit der originalen Broadway-Besetzung wurde in den Vereinigten Staaten digital am 24. September 2021 veröffentlicht.